# Chrast (Chrudimi járás)
Chrast település Csehországban, a Chrudimi járásban. Chrast Horka, Rosice, Řestoky, Skuteč, Hroubovice, Luže, Leštinka, Zaječice és Vrbatův Kostelec településekkel határos. Lakosainak száma 3148 fő (2024. január 1.).

## Népesség
A település lakosságának változását az alábbi diagram mutatja:
| Lakosok száma | 2947 | 2995 | 3548 | 2986 | 3314 | 3223 | 3129 | 3098 | 3138 | 3148 |
|               | 1869 | 1890 | 1921 | 1950 | 1980 | 2001 | 2017 | 2019 | 2022 | 2024 |